# Hexatoma (Eriocera) brachycera
Hexatoma (Eriocera) brachycera is een tweevleugelige uit de familie steltmuggen (Limoniidae). De soort komt voor in het Nearctisch gebied.